# Имаханов, Бекен
Имаханов Бекен (20 ноября 1936 — 4 декабря 2023) — советский и казахский актёр, Народный артист Казахской ССР (1981), Почетный гражданин Восточно-Казахстанской области, Лауреат Национальный театральный премии «Сахнагер» в номинации «Сценическая жизнь» (2018).

## Биография
Родился 20 ноября 1936 года в Абайском районе Восточно-Казахстанской области.
С 1955 по 1959 год окончил актерский факультет Казахской национальной академии искусств им. Т. Жургенова (бывший Алматинский государственный театрально-художественный институт) под руководством  профессора А. Токпанова.
С 1959 года и до конца жизни работал в Государственный казахский музыкально-драматический театр им. Абая в Семее. Первой его ролью стал Кодар в пьесе Г. Мусрепова «Козы Корпеш — Баян Сулу».
Умер 4 декабря 2023 года в возрасте 87 лет.

## Основные роли на сцене
1. К. Байсеитов, К. Шангытбаев «Беу, қыздар-ай» — Аубакир акын
2. Т. Ахтанов «Горе любви» — Нияз
3. Р. Сейсенбаев, Е. Обаев  «Найди себя» — Әжілет ақын
4. Г. Мусрепов «Акан Сери — Актокты» — Акан Сери
5. Д. Файзид «Башмақ» — Шпион
6. М. Ауэзов «Абай» — Абай
7. М. Ибраев «Шакарим» — Шакарим
8. Т. Ибрагимов «Жаза — Назадағы» – Қунанбай
9. М. Ауэзов «Кобыланды» — Кобыланды
10. М. Ауэзова «Айман-Шолпан» — Котибар
11. Г. Мусрепов «Кыз Жибек» — Бекежан
12. Т. Ахтанов  «Ант» – Сауран Сұлтан
13. Ж. Жумаханов «Любовь и карьера» — Алтынбек
14. М. Ибраев «Кісен ашқан» -  Қурмангазы
15. К. Мухаметканов «В чужой стране» — Курбан
16. А. Бек «Волоколамское шоссе» — Б. Момышулы
17. А. Штейн «Толас» – Матрос Гуща
18. Т. Ибрагимов «Жас Абай» — Кунанабай
19. О. Боранбаев «Последняя свадьба Сотаная» — Старик
20. С. Ахмад «Восстание невест» — Баки
21. М. Ауэзов «Каракоз» — Жарылгап
22. М. Ауэзов «Енлик — Кебек» — Кебек, Есен, Нысан-Абыз
23. Г. Мусрепов «Козы Корпеш — Баян Сулу» — Кодар, Карабай
24. Б. Алимжанов «Қайран, кемпір-шалдар-ай» — Старик
25. Ж. Алмашулы «Мұңмен алысқан адам» — Асан
26. А. Сапышев «Керей хан — хан Жанибек» — Асан Кайгы
27. Р. Гамзатов «Горная девушка» — Али
28. «Любовь Яровая» – Михаил Яровой
29. Гоголь «Ревизор» – Дуанбасы и др.

## Награды и звания
1. «Заслуженный артист Казахской ССР» (1969)
2. «Народный артист Казахской ССР» (1981)
3. Медаль «За трудовое отличие» (Казахстан) (2007)
4. Орден «Парасат» (2022)[1]
5. Почетный гражданин города Семей (2004)
6. Почетный гражданин Абайского района Восточно-Казахстанской области
7. Почетный гражданин Восточно-Казахстанской области (2019)